# Tom Scurr
Tom Scurr es un actor británico, conocido por haber interpretado a Barney Harper-McBride en la serie Hollyoaks.

## Carrera
El 28 de septiembre del 2011 se unió al elenco de la serie británica Hollyoaks donde interpreta a Barney Harper-McBride, hasta el 15 de mayo del 2013, luego de que su personaje decidiera irse de Hollyoaks para mudarse a Escocia y reunirse con sus padres.

## Filmografía

### Series de televisión
| Año         | Título         | Personaje             | Notas         |
| ----------- | -------------- | --------------------- | ------------- |
| 2014        | Edge of Heaven | Ben                   | episodio #1.3 |
| 2011 - 2013 | Hollyoaks      | Barney Harper-McBride | 90 episodios  |

### Asistente de director
| Año  | Título     | Notas                          |
| ---- | ---------- | ------------------------------ |
| 2015 | More Wine? | corto - asistente del director |